# Aleksandr Łukjanow
Aleksandr Wiktorowicz Łukjanow (ros. Александр Викторович Лукьянов, ur. 19 sierpnia 1949 w Moskwie) – rosyjski wioślarz (sternik) reprezentujący także ZSRR, czterokrotny medalista igrzysk olimpijskich i mistrzostw świata.

## Kariera
Wystąpił na igrzyskach olimpijskich w Montrealu w 1976, osada ZSRR w składzie: Władimir Jeszynow, Nikołaj Iwanow, Michaił Kuzniecow, Aleksandr Klepikow, Aleksandr Łukjanow i Aleksandr Siema zdobyła złoty medal w czwórkach ze sternikiem. W finale o 2,48 sekundy wyprzedzili osadę NRD i o 6,74 sekundy osadę RFN. Na rozgrywanych cztery lata później igrzyskach olimpijskich w Moskwie startował w dwójkach ze sternikiem. Razem z Wiktorem Pieriewiercewem i Giennadijem Kriuczkinem zajął tam drugie miejsce, 0,81 sekundy za osadą NRD i 1,57 sekundy przez osadą Jugosławii. Z uwagi na bojkot nie wystąpił na igrzyskach olimpijskich w Los Angeles w 1984. Wystartował za to w ósemkach na igrzyskach olimpijskich w Seulu w 1988. Wieniamin But, Mykoła Komarow, Wasilij Tichanow, Aleksandr Dumczew, Pawło Hurkowski, Wiktor Diduk, Wiktor Omelanowycz, Andriej Wasiljew i Aleksandr Łukjanow wywalczyli tam srebrny medal, o 2,96 sekundy za osadą RFN i 0,25 sekundy przed ósemką USA. Następnie wystąpił na igrzyskach olimpijskich w Atlancie w 1996, gdzie w tej samej konkurencji był trzeci. Rosjanie w składzie: Anton Czermaszencew, Andriej Głuchow, Dmitrij Rozinkiewicz, Władimir Wołodienkow, Nikołaj Aksionow, Roman Monczenko, Pawieł Mielnikow, Siergiej Matwiejew i Aleksandr Łukjanow uplasowali się o 3,03 sekundy za Holendrami i o 1,19 sekundy za Niemcami. Brał też udział w igrzyskach olimpijskich w Sydney cztery lata później, gdzie Rosjanie w ósemkach nie awansowali do finału A i ostatecznie zajęli dziewiąte miejsce. 
W międzyczasie zdobył złote medale w dwójkach ze sternikiem na mistrzostwach świata w Lucernie (1974) oraz w czwórkach ze sternikiem na mistrzostwach świata w Nottingham (1975). Wywalczył również srebrne medale w ósemkach na mistrzostwach świata w Amsterdamie (1977) i mistrzostwach świata w St. Catherines (1999).
Ponadto zdobył złoto w dwójkach ze sternikiem na mistrzostwach Europy w Moskwie (1973) i brąz na mistrzostwach Europy w Kopenhadze (1971). 
Kształcił się w Państwowym Instytucie Kultury Fizycznej w Baku. Odznaczony Orderem „Za zasługi dla Ojczyzny” i medalem „Za pracowniczą wybitność” oaz tytułem Zasłużonego Mistrza Sportu ZSRR.